# Superintendentur (Loitz)

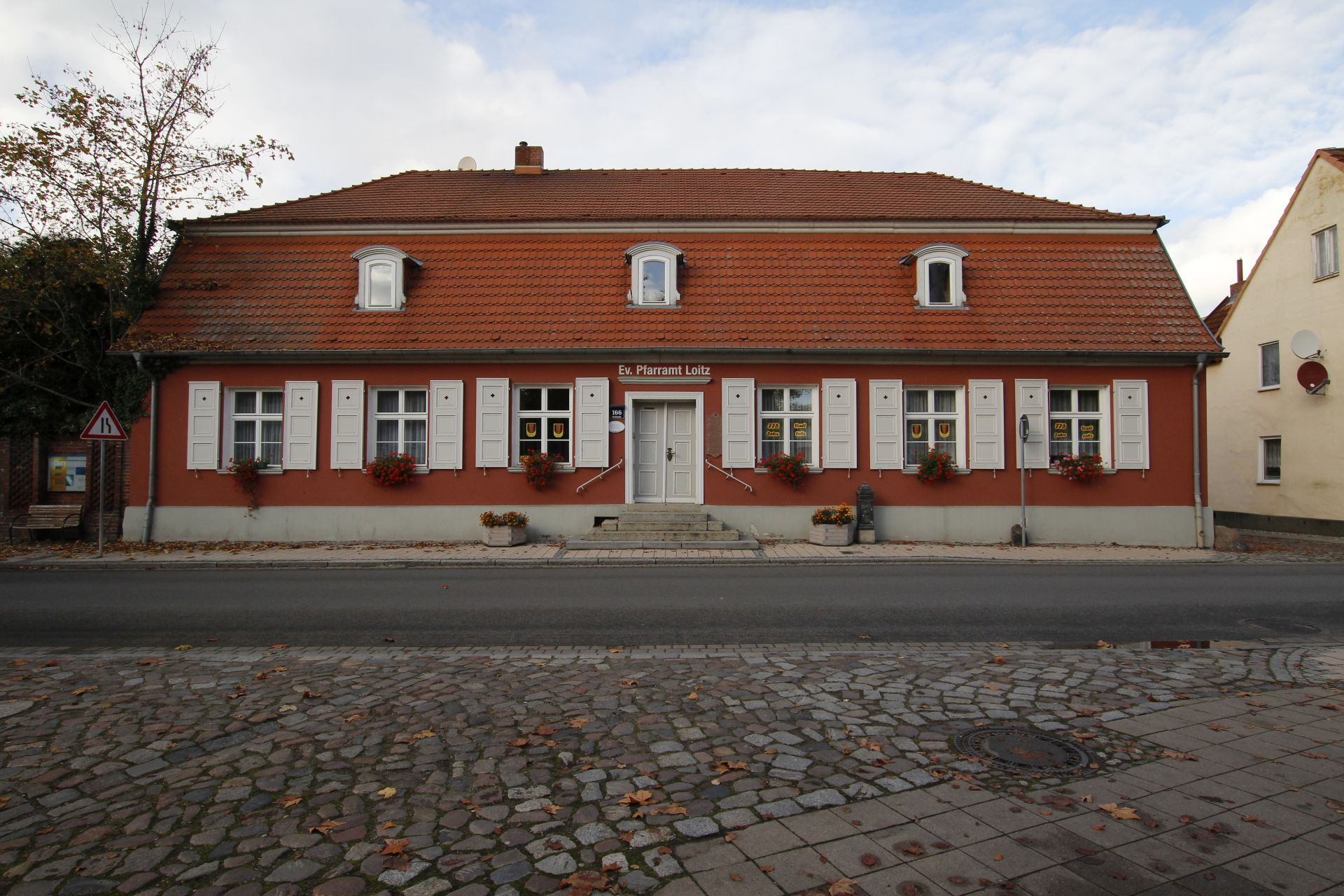

Die ehemalige Superintendentur in Loitz, Marktstraße 166, stammt von 1785. Sie ist heute Sitz der evangelischen Kirchengemeinde Loitz in der Propstei Demmin im Pommerschen Evangelischen Kirchenkreis der Evangelisch-Lutherischen Kirche in Norddeutschland (Nordkirche).
Das Gebäude steht unter Denkmalschutz.

## Geschichte
Schon seit über 800 Jahren gibt es die Kirchengemeinde St. Marien Loitz mit der 1299 erstmals erwähnten Kirche. Loitz war von 1648 bis 1815 die südlichste Stadt von Schwedisch-Pommern und hatte im Kirchenbereich eine leitende Stellung im Kirchenkreis als Superintendentur. Deshalb entstand 1787 nach Plänen von Rüsch (Stralsund) das relativ große, eingeschossige barocke Gebäude mit einem Mansarddach. Zuletzt wurde das Haus 1998 gründlich saniert.
Zwei bekannte Superintendenten haben in Loitz gewirkt:
- Joachim Friedrich Barkow (1755–1836), Mitglied im Greifswalder Landtag
- Karl Winter (1882–1967), bewahrte 1945 Loitz durch seinen Einsatz vor Zerstörungen durch die Roten Armee.